# Meerbusch
Meerbusch est une ville d'Allemagne située près de Düsseldorf en Rhénanie-du-Nord-Westphalie.

## Histoire
| Appartenances historiques Électorat de Cologne 1392-1797 République cisrhénane (Roer) 1797-1802 République française (Roer) 1802-1804 Empire français (Roer) 1804-1813 Royaume de Prusse (Province de Juliers-Clèves-Berg) 1815-1822 Royaume de Prusse (Province de Rhénanie) 1822-1918 République de Weimar 1918-1933 Reich allemand 1933-1945 Allemagne occupée 1945-1949 Allemagne 1949-présent |

## Jumelages
- Fouesnant (France) depuis 1968
- Shijōnawate (Japon) depuis 2010

## Personnalités liées
- Massendefekt, groupe de punk-rock allemand